# Pimpinella liiana
Pimpinella liiana är en flockblommig växtart som beskrevs av Minosuke Hiroe. Pimpinella liiana ingår i släktet bockrötter, och familjen flockblommiga växter. Inga underarter finns listade i Catalogue of Life.